# Organisation Gehlen

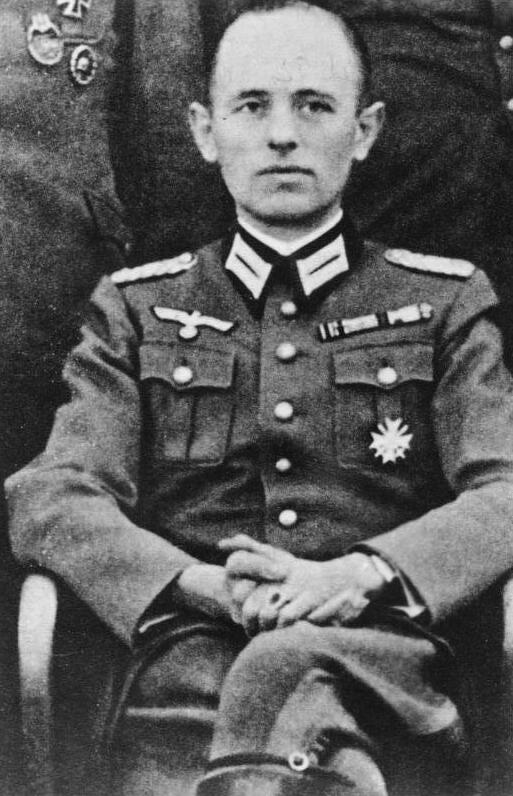
Reinhard Gehlen w mundurze Wehrmachtu

Organisation Gehlen (też OG i Org., pol. Organizacja Gehlena) – utworzona w czerwcu 1946 niemiecka agencja wywiadowcza pod przewodnictwem byłego szefa Abteilung Fremde Heere Ost (FHO) Reinharda Gehlena, przejęta 1 kwietnia 1956 przez RFN jako Bundesnachrichtendienst (BND). OG została zbudowana przez władze USA w amerykańskiej strefie okupacyjnej z niemieckiego personelu, by wykorzystać jego ekspertyzę wywiadowczą nt. ZSRR w zarysowującej się właśnie zimnej wojnie. Podobnie jak Gehlen, przeważająca większość pracowników pochodziła z FHO Naczelnego Dowództwa Wojsk Lądowych Wehrmachtu, SS, SD i Gestapo. Pod koniec lat '40 Org. posiadała około 4000 członków. Jej siedzibą zaraz po założeniu był Camp King w Oberursel (Taunus), a później niegdysiejsze Reichssiedlung Rudolf Heß w Pullach pod Monachium. Od przeprowadzki 6 grudnia 1947 kwaterę, która stanowiła od 1956 do 2018 główną siedzibę BND, nazywano „Camp Nikolaus”.

## Szef
Szef Organizacji Gehlena i późniejszy pierwszy prezydent Bundesnachrichtendienst, Generalmajor Reinhard Gehlen, poddał się krótko po zakończeniu II wojny światowej armii USA i wstąpił do ich służby. Kilka miesięcy później zbudował Organizację na zlecenie i przy wsparciu amerykańskich władz okupacyjnych, pomagając przy tym w rozpoczęciu nowej kariery w młodej Republice Federalnej wielu swoim wcześniejszym współpracownikom z prowadzonej poprzednio przez niego przy sztabie generalnym Abteilung Fremde Heere Ost, dostarczającej danych i analiz sytuacji po stronie wroga na froncie wschodnim.
FHO Gehlena słynęła z systematycznej i dokładnie udokumentowanej drobiazgowej pracy, odróżniającej ją (wg Waltera Schellenberga) od innych niemieckich służb wywiadowczych czasów narodowego socjalizmu.

## Powiązania z nazizmem
Gehlenowi udało się, choć sam temu zaprzecza, zwerbować do nowej służby sporą liczbę swoich jeszcze żyjących wcześniejszych współpracowników, gdyż często otrzymywali na nowym stanowisku nową tożsamość. Zatrudnieni zostali w dużej części wcześniejsi oficerowie SS, SD, Gestapo, a przede wszystkim Wehrmachtu. Przeprowadzone na początku lat 50. przez CIA śledztwo wykazało, że od 13 do 28 procent pracowników Organizacji Gehlena to byli członkowie NSDAP, z których od 5 do 8 procent to byli członkowie SS, SD albo SA. W przybliżeniu pod koniec lat 40. około 400 pracowników zazwyczaj wysokiej rangi posiadało taką przeszłość. Jeszcze w latach 70. od 25 do 30 procent zatrudnionych w BND było niegdyś członkami tych organizacji.
Stworzyli oni służbę wywiadowczą początkowo bez nazwy, choć zwyczajowo zwaną „Organisation Gehlen”, w amerykańskiej strefie okupacyjnej. Rząd USA był zainteresowany wiedzą specjalistyczną wywiadowców III Rzeszy, bo jego własne służby specjalne w tym czasie, gdy rozpoczynała się zimna wojna, nie dysponowały niemal żadną wiedzą o sowieckim wojsku. Obok wywiadu wojskowego i szpiegostwa przeciw sowieckiej strefie okupacyjnej w Niemczech i innym państwom bloku wschodniego Organizacja Gehlena miała się też zajmować obroną przed „zagrożeniem komunistycznym” wewnątrz Niemiec Zachodnich.

## W strukturach armii USA
Amerykanie wykorzystali nową służbę wywiadowczą najpierw jako komórkę własnej armii. 1 lipca 1949 przejęła ją założona w 1947 r. CIA. Kierownikiem CIA w Pullach od listopada 1948 do 1956 r. był działający pod kryptonimem „Kent J. Marshall” James H. Critchfield. W tym czasie OG była finansowana przez USA roczną kwotą 1,5 mln dolarów amerykańskich. Pierwszą ważną dla Amerykanów operacją Organizacji był wywiad radiowy Wojskowych Sił Powietrznych ZSRR podczas berlińskiego mostu powietrznego. Przemyt szpiegów i sabotażystów do Europy Wschodniej i ZSRR w znacznym stopniu nie odnosił w tym czasie powodzenia.

## Operacja Hermes
Od 1947 r. Gehlen rozpoczął ankietę pod kryptonimem „Aktion Hermes” wśród 3,1 mln żołnierzy uwalnianych w tym czasie z sowieckich obozów jenieckich i innych osób powracających do Niemiec. Agenci OG obejmowali stałe stanowiska w obozach repatriacyjnych zachodnich stref i następnie RFN. Niemal każdy repatriant – tak żołnierz, jak i cywil – miał styczność z agentami, którzy go wypytywali o obozy, w których przebywał i o zakłady, w których pracował. Przede wszystkim agentów interesowali szpiedzy strony przeciwnej i kursanci Antify z sowieckich obozów. Tych, u których dopatrzono się komunistycznych wpływów, OG zapisywało w specjalnej kartotece jako potencjalnych wrogich agentów. Agenci Gehlena, prawie wyłącznie starzy koledzy z FHO, SS i Abwehry, uzyskali tym sposobem obszerną wiedzę ze sprawozdań z pierwszej ręki od ludzi, którzy wschód „poznali jak dotąd nikt z zachodu”.
Jefferson Adams precyzuje w 2009, że w późniejszym intensywnym badaniu repatriantów, których wstępne badanie wypadło obiecująco, agenci używali w stosunku do nich kryptonimu „Historisches Forschungsinstitut Wiesbaden”. Tematy priorytetowe obejmowały sowiecki przemysł, uzbrojenie, telekomunikację i postawę ludności względem władzy. Gdy agenci Gehlena stwierdzili podczas ankiety wyraźny wzrost produkcji czołgów i samolotów wojskowych w Związku Radzieckim po 1945, wywołało to niepokój wśród amerykańskich wojskowych, do których docierały wszystkie raporty.
W miarę jak strumień repatriantów się zmniejszał, miejsce Operacji Hermes zajmowała dywersja, przede wszystkim przeciwko Polsce, np. w 1952 r. Dywersanci docierali do kraju docelowego przez Bałtyk.

## Struktura
Centrala OG w Pullach nosiła nazwę Generaldirektion (generalna dyrekcja). Podlegały jej liczne przedstawicielstwa generalne (Generalvertretungen):
- utworzona już w 1946 jako Agencja 114 (Dienststelle 114) GV L w Karlsruhe (kierunki wywiadu: aktywność komunistyczna, NRD, aktywny kontrwywiad w bloku wschodnim)
- GV B w Hamburgu i Bremie (kierunki wywiadu: NRD, marynarka wojenna)
- GV H w Darmstadt (kierunki: NRD, Polska, ZSRR)
- GV G w Monachium (kierunki: NRD, Bałkany)
- GV C w Söcking(inne języki) pod Monachium (kierunki: NRD, Austria, Czechosłowacja)

Przedstawicielstwa generalne (GV) dysponowały zamaskowanymi przedstawicielstwami rejonowymi (Bezirksvertretungen – BV), podprzedstawicielstwami (Untervertretungen – UV) do naboru, kształcenia i prowadzenia agentów, przygranicznymi filiami (Filialen) jako adresami kontaktowymi dla informatorów, a także samodzielnie działającymi grupami, często współpracowników zagranicznych, Sonderverbindungen – SV – związkami specjalnymi.
Często używano oddziałów firm dla zamaskowania działalności i tworzono w nich punkty kontaktowe OG. Filie firmy spedycyjnej Kuehne + Nagel w Bremie, Monachium i Bonn służyły za takie urzędy działalności agenturalnej.

## Przejęcie przez RFN
Już w 1951 rozpoczęła się dyskusja nt. utworzenia jednej albo więcej służby wywiadu na poziomie federalnym. Według raportu CIA nazwa „Bundesnachrichtendienst” została użyta po raz pierwszy w sierpniu i wrześniu 1952 w rozmowach w Urzędzie Kanclerza Federalnego. W tajnych rozmowach założycielskich, które odbyły się w biurze ówczesnego radcy ministerialnego Karla Gumbela, wzięli udział obok Hansa Globke i Reinharda Gehlena także współpracownicy Gehlena: Hans von Lossow, Horst Wendland i Werner Repenning. Jednym z rezultatów tych rozmów była decyzja o rozpoczęciu od 1 kwietnia 1953 finansowania OG ze śródków RFN. 1 kwietnia 1956, równocześnie z utworzeniem Bundeswehry, Organizacja Gehlena została przejęta wraz ze swoim szefem przez RFN i otrzymała nazwę „Bundesnachrichtendienst”.

## Infiltracja służb wschodnich
Już w pierwszych latach istnienia Organizacji Gehlena sowieckie KGB zdołało umieścić w późniejszym BND „kreta” w osobie Heinza Felfe, którego wykryto dopiero w 1961 r. Jeszcze zanim wstąpił do OG w 1951, KGB wykorzystała przy werbunku Felfe jego uwikłanie w zbrodnie nazizmu.